# Spirolingulina
Spirolingulina es un género de foraminífero bentónico de la subfamilia Spirolingulininae, de la familia Vaginulinidae, de la superfamilia Nodosarioidea, del suborden Lagenina y del orden Lagenida. Su especie tipo es Lingulina polymorpha. Su rango cronoestratigráfico abarca desde el Eoceno hasta la Actualidad.

## Clasificación
Spirolingulina incluye a la siguiente especie:
- Spirolingulina polymorpha †